# 구아노신 이인산
구아노신 이인산(영어: guanosine diphosphate, GDP)은 뉴클레오사이드 이인산의 한 종류이다. 구아노신 이인산은 뉴클레오사이드인 구아노신과 피로인산의 에스터이다. 구아노신 이인산은 핵염기인 구아닌, 5탄당인 리보스, 피로인산으로 구성되어 있다.
GDP는 GTPase에 의한 GTP의 탈인산화(예: 신호 전달에 관여하는 G 단백질)의 산물이다.
GDP는 피루브산 키네이스와 포스포엔올피루브산의 도움으로 GTP로 전환될 수 있다.

## 같이 보기
- 구아노신
- 구아노신 일인산 (GMP)
- 구아노신 삼인산 (GTP)
- DNA
- RNA
- 뉴클레오사이드
- 뉴클레오타이드
- 올리고뉴클레오타이드